# 圣阿莱舒
圣阿莱舒是葡萄牙波塔莱格雷区的一个堂区。总面积58.48平方公里，总人口787人，人口密度13.5人/平方公里。